# 羅莎琳·富蘭克林
羅莎琳·愛爾西·富蘭克林（Rosalind Elsie Franklin，1920年7月25日—1958年4月16日），是一位英國物理化學家與晶體學家。她所做的研究，專注於DNA、病毒、煤炭與石墨等物質的結構。其中她所拍攝的DNA晶體繞射圖片「照片51號」，以及關於此物質的相關數據，成為詹姆斯·華生與佛朗西斯·克里克解出DNA結構的關鍵線索。此後她也領導了關於菸草鑲嵌病毒與小兒麻痺病毒的研究。
1958年，富蘭克林因支氣管肺炎及卵巢癌逝世。2003年，倫敦國王學院將一棟新大樓命名為「富蘭克林—威爾金斯館」以紀念她與同事莫里斯·威尔金斯的貢獻。2019年，欧洲空间局宣布将以她的姓名为该署“火星探测计划”中的漫游车命名。

## 家庭背景
羅莎琳·富蘭克林出生於英國倫敦一個富裕的猶太人家庭，她父親的姑丈赫伯特·山姆（Herbert Samuel），是前任英國內務大臣與英國駐巴勒斯坦高級專員，也是第一位進入英國內閣的猶太人。另外她的一位阿姨則是女性參政權與工會運動的參與者。
羅莎琳·富蘭克林的父親艾里斯·富蘭克林（Ellis Franklin）是倫敦工人學院教授電磁學與第一次世界大戰歷史的教師，並且在後來成為該校校長。艾里斯·富蘭克林也曾經協助安置來自納粹德國的逃難者，並且收養兩位孩童。

## 學生生涯
富蘭克林在進入大學以前，就讀於倫敦聖保羅女子學校。1938年進入劍橋大學紐納姆學院（Newnham College, Cambridge），後人在筆記上得知她曾經在1939年期間在構思過DNA的化學結構，並且畫出一個螺旋型圖樣。富蘭克林在1941年順利完成大學學業，但是由於當時的劍橋大學並不授與女性「文學士」（BA Cantab.）學位，因此富蘭克林只擁有一個「名義上的學位」（decree titular）。

## 早期研究
1941年到1942年，她在羅納德·諾里什（Ronald Norish，1967年諾貝爾化學獎得主）門下進行研究工作。1942年8月，由於第二次世界大戰的戰爭需求，富蘭克林進入位在泰晤士河上京士頓（Kingston upon Thames）的不列顚煤炭利用協會，在此期間對於煤的多孔性探討，助長了她往後對於強力碳纖維的研究，例如石墨。1945年，她以一篇論文《固態有機石墨與煤和相關物質的特殊關係之物理化學》（The physical chemistry of solid organic colloids with special reference to coal and related materials）獲得了物理化學的博士學位。
戰爭結束之後，富蘭克林於1946年前往法國巴黎工作，在當地的國家中央化學實驗室（Laboratoire central des services chimiques de l'État）待了三年，學習X射線晶體繞射技術。此外也發表了一些關於煤炭的研究論文，這些論文使她獲得了一些國際上的名聲，並且在一些化學工業獲得應用。1950年，富蘭克林受聘前往倫敦大學國王學院任職。

## 國王學院時期
1951年1月，富蘭克林開始在國王學院進行研究工作，她所任職的部門是醫學研究委員會（Medical Research Council，簡寫為MRC）中，由物理學家約翰·藍道爾主持的生物物理研究單位。原本富蘭克林的研究主題應該是蛋白質的X射線晶體繞射，不過到了國王學院之後，藍道爾重新指派她投入DNA化學結構的研究。這所實驗室還有另外兩位成員正在進行這項研究工作，分別是莫里斯·威爾金斯與他的學生雷蒙·葛斯林。

### 與威爾金斯之間的誤會
當富蘭克林進入實驗室時，威爾金斯刚好前去度假。雖然藍道爾曾在一封信中指派富蘭克林獨立研究DNA，並且從威爾金斯手中接收研究。但是威爾金斯並未看過，當威爾金斯回到國王學院之後，便與富蘭克林產生誤會。威爾金斯認為她是自己的助手，而富蘭克林則認為威爾金斯不應干涉她的工作。

### 發現DNA的兩種型態

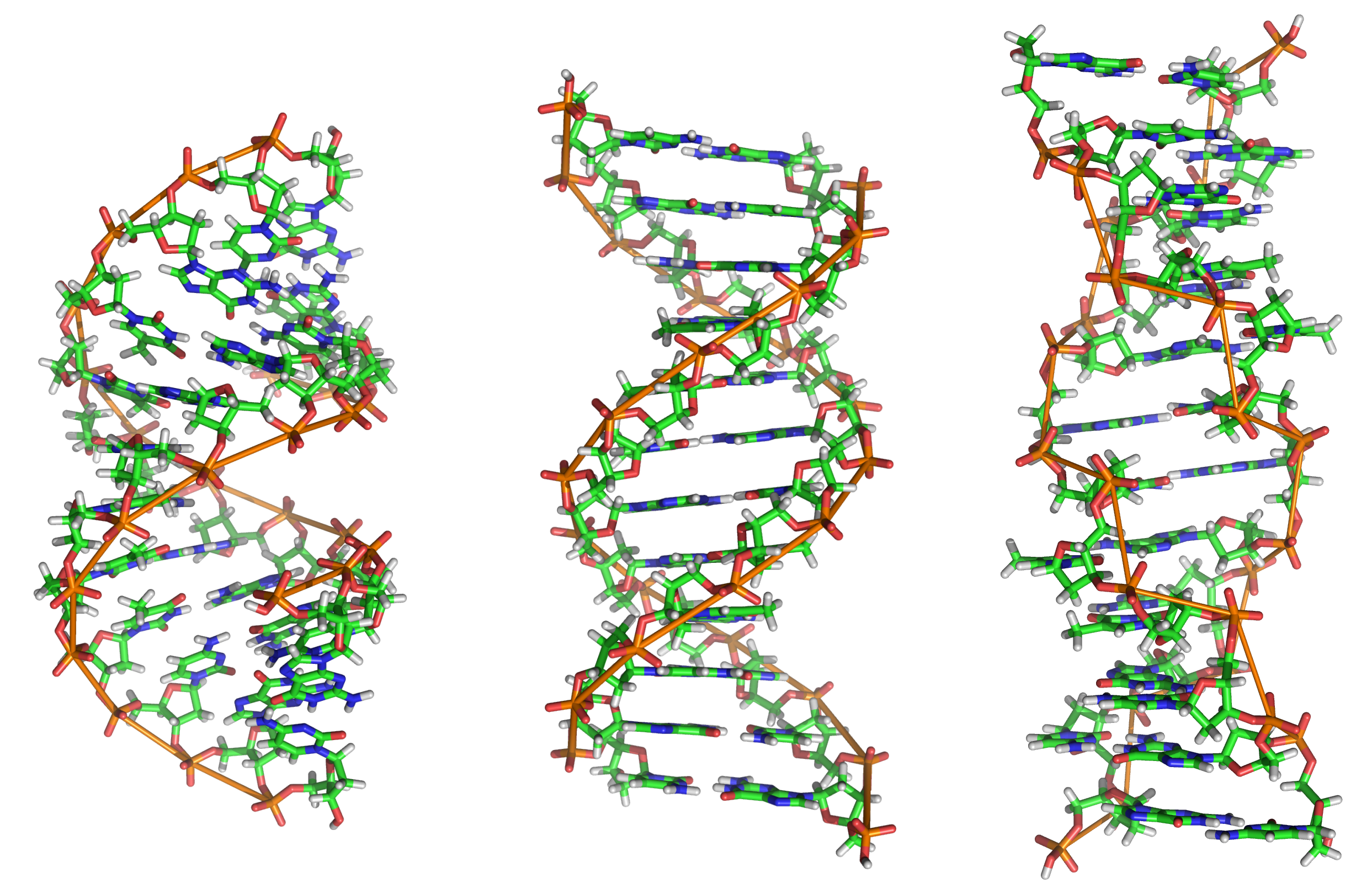
現在已知自然界中的三種DNA型態，由左至右分別是A型、B型與Z型。其中B型為標準型態。

威爾金斯與葛斯林從1950年便開始分析DNA結構。其中威爾金斯在一場研討會中，從瑞士科學家魯道夫·席格納（Rudolf Signer）手上得到（無償提供）一種純DNA樣品，這種樣品淬取自小牛胸腺，其性質比較適合X射線繞射分析。它乾燥時呈細小的針簇狀，一旦遇潮會變成一團黏膠狀物質。後來富蘭克林與葛斯林發現了DNA的其中兩種型態，在潮濕狀態下，DNA的纖維會變的較長較細，稱做B型；而乾燥的時候則變得較短較粗，稱為A型。後來A型是由富蘭克林進行研究，B型則是交給威爾金斯。

### DNA雙螺旋結構的研究
到了1951年11月，富蘭克林提出了A型DNA的X射線繞射圖，並進行了一場演講。這時候華生正好在劍橋大學中由威廉·勞倫斯·布拉格主持的卡文迪許實驗室研究蛋白質結構。華生與克里克得知了這些訊息之後，便開始嘗試排列DNA的螺旋結構，當時他們的模型是三股螺旋。華生與克里克曾經邀請富蘭克林、威爾金斯與葛林斯參觀他們的三股螺旋結構模型，富蘭克林在看見這些模型之後，做了許多的批評。這些批評使華生與克里克被上司布拉格要求終止DNA結構的研究。
同一年中，國王學院的科學家們已經大多接受B型DNA的結構為螺旋型（詳細結構尚未明瞭），不過對於A型DNA是否也同樣是螺旋型，富蘭克林則仍持懷疑態度。她與葛斯林曾開玩笑地製作了一份訃聞，悼念結晶狀DNA（A型DNA）失去的螺旋結構。
1952年5月富蘭克林與葛林斯經過了一場長時間的研究，獲得一張B型DNA的X射線晶體繞射照片，並且將專門用來解決X射線晶體繞射問題的帕特生函數應用在圖片分析。這張照片稱做「照片51號」，曾經被X射線晶體繞射先驅之一約翰·貝爾那（John Desmond Bernal）形容為：「幾乎是有史以來最美的一張X射線照片。」但是她並未發表研究成果，而且由於A型結構的數據仍不足以支持螺旋型，因此富蘭克林繼續將研究焦點放在A型DNA。
除了晶體繞射照片之外，1952年11月，富蘭克林也提出了一份報告，這些研究結果被收錄在一份用來提交給訪問委員會（visiting committee）的「MRC報告」當中，其中說明A型DNA的對稱性，意思是DNA的結構即使翻轉180度之後看起來還是一樣。克里克認為這顯示DNA擁有方向相反的兩股螺旋。此外，這篇報告也指出了磷酸根之間的距離以及它們位在DNA上的位置。
1952年11月，另一位化學家萊納斯·鮑林也開始研究DNA結構，他認為DNA應該是外側為鹼基，以及內側為磷酸（實際的情形是雙股、外側磷酸與內側鹼基）。並且與華生、克里克在當時都認為DNA的結構應該是三股螺旋。萊納斯·鮑林很快的發表了一篇論文，但是這篇論文很快的被華生與克里克指出錯誤，並經由他在劍橋大學的兒子彼得·鮑林（Peter Pauling）的傳達得知。由於華生也把這篇論文拿給富蘭克林看，因此富蘭克林後來親自寄了一封指出錯誤的信件給萊納斯·鮑林。
1953年1月，威爾金斯由於以為華生與克里克早已不做DNA結構的分析，因此在未通知富蘭克林的情況下將照片51號拿給華生過目，並且詳細的解釋相關的研究結果。這使得華生與克里克取得了布拉格的同意，並在2月4日重啟對DNA結構模型的建構，以及在2月8日請求威爾金斯同意他們也進行相同研究，此時威爾金斯才知道自己先前可能已經透露太多。同時卡文迪許實驗室在MRC的代表，也是訪問委員會的成員之一马克斯·佩鲁茨（Max Ferdinand Perutz），也在克里克的要求下，將MRC報告拿給華生與克里克觀看。雖然這篇報告並非機密，但是透露研究成果給競爭對手的行為卻讓藍道爾大為光火。
原本並不接受A型DNA為雙股螺旋的富蘭克林，經過一段時間的分析之後，在2月24日得出兩種DNA皆為雙股螺旋的結論。到了2月28日，華生與克里克宣布他們發現了雙股螺旋模型，此時威爾金斯仍被蒙在鼓里。1953年3月，富蘭克林離開了國王學院，前往同樣屬於倫敦大學的伯貝克學院（Birkbeck College, London），且並未帶走她的研究成果。這時候威爾金斯還寫了一封信給克里克，表示「黑暗女士」（Darklady，指富蘭克林）已經離開了他們的實驗室，終於可以開始向大自然的秘密前進。

## 三篇論文同時發表
在布拉格與藍道爾的介入下，《自然》（Nature）期刊於1953年4月25日同時發表三篇論文，順序是以華生與克里克為先，再來是威爾金斯等人，最後是富蘭克林。其中富蘭克林的論文是與葛斯林共同發表，論文名稱是《胸腺核酸的分子結構》（Molecular Configuration in Sodium Thymonucleate）
華生與克里克在論文中提及他們是受到威爾金斯與富蘭克林等人的啟發，但並未詳細說明，也沒有致謝。而威爾金斯與富蘭克林，則是在論文中表示自己的數據與華生和克里克的模型相符。

## 伯貝克學院時期
富蘭克林到了伯貝克學院之後，在約翰·貝爾那旗下工作，開始將X射線晶體繞射技術應用在研究菸草鑲嵌病毒（TMV）的結構，並且由農業研究委員會（Agricultural Research Council，ARC）提供資金。1954年，她與克魯格（Aaron Klug）開始進行長時間的合作研究。1955年富蘭克林發表一篇論文，指出所有TMV顆粒的長度皆相同，這個結果與當時著名病毒學者諾曼·皮里埃（Norman Pirie）的想法矛盾，而最後證明富蘭克林的結果正確。
1954年之後，她和華生與克里克之間的關係開始有所改善，華生一方面成為她在病毒研究上的討論夥伴，一方面也援助富蘭克林的研究經費。富蘭克林經常到劍橋大學與克里克討論研究，並且曾經與克里克夫婦一同到西班牙旅遊。
後來的幾年，富蘭克林仍然繼續將心力專注在TMV等病毒之上。她的團隊在1955年完成了TMV模型。此外她也研究了病毒對植物（包括馬鈴薯、蕪菁、番茄與豌豆）的感染，以及TMV病毒中的核糖核酸（RNA）。
1956年夏天，富蘭克林在前往美國進行與工作有關的旅行時，察覺了健康問題，並且在同年9月發現腹部有兩顆腫瘤。在生病的期間，她有時會在克里克夫婦的家中修養。不過富蘭克林仍繼續她的工作，在1956年間發表了7篇論文，1957年則發表了6篇以上。後來她的團隊開始研究小兒麻痺病毒，並獲得美國國家衛生院的資助。1958年，富蘭克林返回正常的工作崗位，並前往生物物理研究協會（Research Associate in Biophysics）任職。
1958年3月30日，富蘭克林再度感到不適，並且在4月16日因為卵巢癌逝世於英國倫敦，終年38歲。她得到癌症的原因，可能與X射線或是家族遺傳有關。

## 華生與克克的評論
1968年華生出版了一本具爭議性的書籍《双螺旋：发现DNA结构的故事》（The Double Helix），這本書中對於華生以外的科學家多所批評。其中將羅莎琳·富蘭克林（在書中以自己取的綽號「Rosy」稱呼）形容成一個「女學究」（bluestocking）型的女性，從來不注意女性特質，不塗口紅也不注重穿著。並且猜測富蘭克林的家庭可能是一個不幸的家庭。同時華生也誤以為富蘭克林是威爾金斯的下屬，並描述她是個不合作的人物。此外書中也描述富蘭克林完全反對雙螺旋結構模型。
後來華生與克里克皆坦承富蘭克林的研究結果，是建構雙螺旋結構的必要線索。克里克在一篇紀念DNA結構發現40週年的文章中說道：「富蘭克林的貢獻沒有受到足夠的肯定，她清楚的闡明兩種型態的DNA，並且定出A型DNA的密度、大小與對稱性。」；46年後華生演講裡吐露的：「我看到了羅莎琳的X射線照片......我並沒有跑進去翻抽屜，把它偷走，是別人拿來給我看的，而且也是別人告訴我螺距為34埃......一個月後我們便做出這個結構......羅莎琳的照片確實是關鍵......」。
在2003年，國王學院將新大樓命名為富蘭克林—威爾金斯館（Franklin-Wilkins Building）時，華生在命名演說中說道：「羅莎琳的貢獻是我們能夠有這項重大發現的關鍵。」

## 引用
1. ↑  esa. . European Space Agency.   [2019-02-07]. （原始内容存档于2019-09-27） （英国英语）.

## 外部連結
- 通往雙螺旋之路
- Rosalind E Franklin & R G Gosling - Molecular Configuration in Sodium Thymonucleate （页面存档备份，存于）
- THE ROSALIND FRANKLIN PAPERS NOW AT THE NATIONAL LIBRARY OF MEDICINE （页面存档备份，存于）

| | DNA雙螺旋結構發現人 1953年 |
| 弗朗西斯·克里克 \| 羅莎琳·富蘭克林 \| 雷蒙·葛斯林 \| 艾力克·斯托克斯 \| 莫里斯·威爾金斯 \| 賀伯特·威爾森 \| 詹姆斯·沃森 |                            |